# Michal Košátko

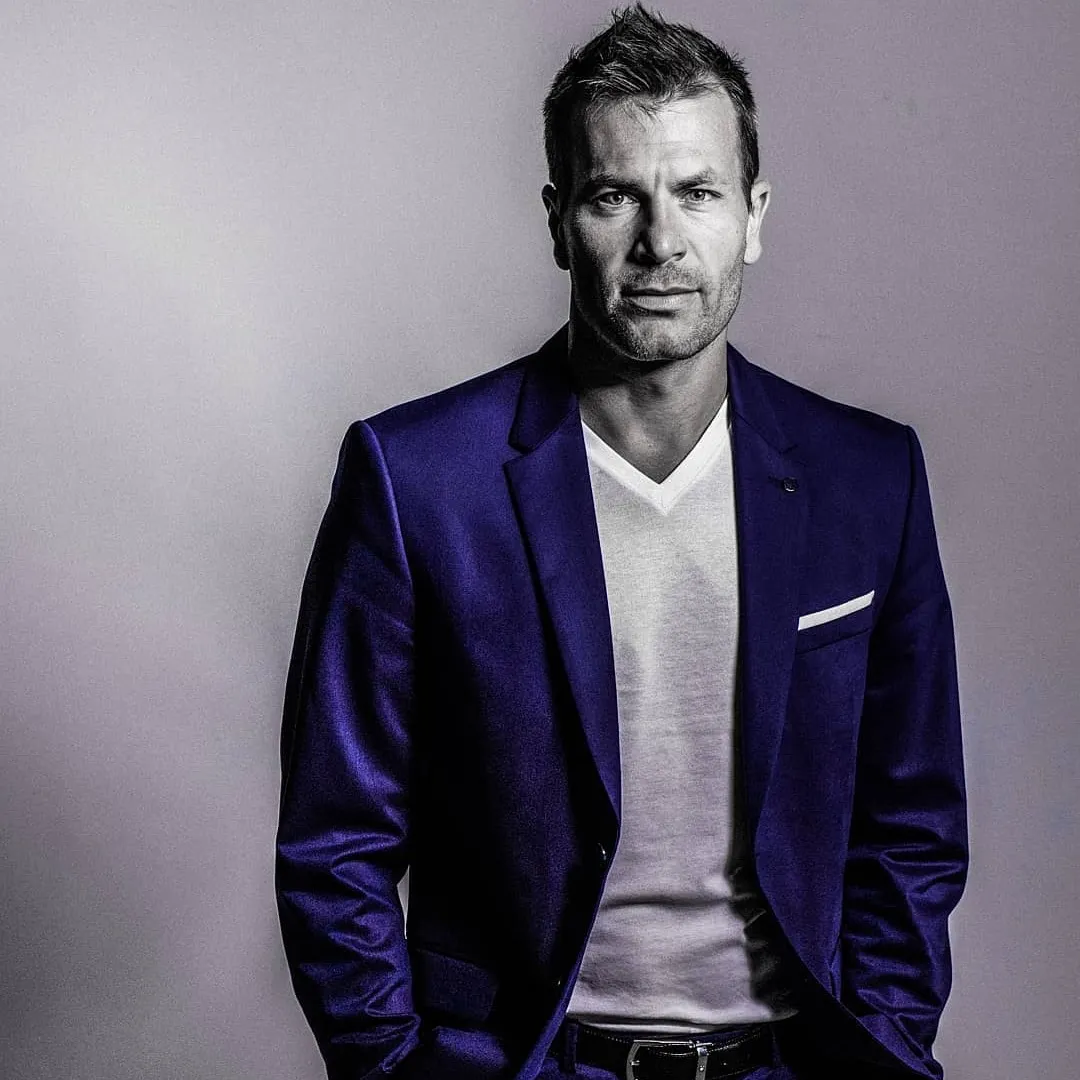

Michal Košátko (* 21. ledna 1983, Havířov) je bývalý český reprezentant v korejském bojovém umění Taekwon-do ITF. Měří 180 cm a váží 80 kg (údaj z roku 2015). S Taekwon-do začínal ve Frýdku-Místku, kde působil od roku 1993 ve Škole korejského bojového umění Taekwon-do ITF. V roce 1995 získal svou první stříbrnou medaili v technických sestavách na Mistrovství České republiky žáků v Praze a nastartoval tak úspěšnou sportovní kariéru. Již ve svých 14 letech získal černý pás. V roce 1999 byl vybrán do české juniorské národní reprezentace a od roku 2002 reprezentoval Českou republiku v seniorských kategoriích (nad 18 let) až do roku 2008, kdy svou sportovní kariéru ukončil.
Během svého působení ve Frýdku-Místku byl několik let trenérem závodního týmu Školy Taekwon-do ITF Frýdek-Místek a reprezentoval klub na mnoha národních i mezinárodních turnajích a mistrovstvích Evropy a světa. Mimo trenérskou činnost v České republice byl osloven a uspořádal tréninky lokálních týmu v norském Harstadu, grónském Nuuku a finských Helsinkách a jednu sezónu věnoval kondiční přípravě českých hokejistů působících v NHL.
Kromě Taekwon-do ITF vyhrál několik národních turnajů v ringu podle pravidel kickboxu, thajského boxu a pravidel K1.
Mezi oblíbené individuální disciplíny patřil sportovní boj a technické sestavy, v týmech pak také speciální techniky přerážení desek do výšky a dálky, sebeobrana a silové přerážení. Spolu s českým seniorským týmem na mistrovství světa 2007 porazil, v historii do té doby neporažený, severokorejský národní tým v disciplíně týmových technických sestav.
V roce 2003 a 2005 se stal mistrem Evropy v technických sestavách II. Danů, v roce 2005 mistrem světa ve sportovním boji do 80 kg a v roce 2006 mistrem Evropy ve sportovním boji do 85 kg s titulem nejúspěšnějšího medailisty tohoto mistrovství. V letech 2002 až 2007 byl zvolen mezi 10 nejúspěšnějších sportovců okresu Frýdek-Místek a v letech 2006 a 2007 mezi 10 nejúspěšnějších sportovců Moravskoslezského kraje.
| www.michalkosatko.com | www.michalkosatko.com | www.michalkosatko.com |
| --------------------- | --------------------- | --------------------- |

## Reprezentace
Premiéra v reprezentaci: 19. dubna 1999, Mistrovství Evropy (Riccione, Itálie)
Medailová umístění v individuálních kategoriích na mezinárodních soutěžích
| Kategorie           | Rok | Celkem startů |
| ------------------- | --- | ------------- |
| Mezinárodní turnaje | Slovenian Open 2000 · Italian Open 2000 · International Martial Arts Games 2004 · International Martial Arts Games 2006 · Prof. Chang Ung Cup 2007 · Nordic Cup 2007 nejúspěšnější medailista turnaje · 5th Sun Open 2008 | 7x            |
| Mistrovství Evropy  | ME 1999 · ME 2000 · ME 2002 · ME 2003 · ME 2004 · ME 2005 · ME 2006 nejúspěšnější medailista šampionátu · | 7x            |
| Mistrovství světa   | MS 2000 4.–8. místo · MS 2003 · MS 2005 · MS 2007 | 4x            |